# Tiszikratész
Tiszikratész (Kr. e. 3. század) görög szobrász
Sziküónból származott, leginkább bronzszobrai voltak híresek. A 115. és a 124. olimpia közt működött. Euthikratész tanítványa volt és Lüszipposz iskolájához tartozott. Idősebb Plinius tesz említést róla.